# Польско-румынская граница
Польско-румынская граница — государственная граница между Королевством Румыния и Польской Республикой, существовавшая в 1918—1939 годах. Протяженность границы составляла 338 км.

## История
Первоначально румынская армия заняла бывший австро-венгерский коронный край, Буковину, а также юго-восточную часть Галиции, ограниченную линией рек Днестра и Тисы, к концу мая 1919 года. Буковина была в основном населена румынами и русинами, а юго-восточная Галиция была украиноязычной, за исключением польского и еврейского населения в городах. Войско Польское в свою очередь заняло оставшуюся часть Восточной Галиции, вплоть до города Станиславов, к середине июля.
В августе 1919 года, в рамках соглашения об установлении границы, Румыния передала Польше контролировавшуюся ею часть Галиции. Граница была установлена по линии внутренней австро-венгерской границы между краями Буковина и Галиция.

## Описание
Граница начиналась в точке пересечения границ Польши, Чехословакии и Румынии, лежащей на горе Стог в Мармарошском массиве. Шла на восток по хребту этого массива до истоков Белого Черемоша. Оттуда граница поворачивала на север и шла долиной Черемоша до его устья у Прута. Потом продолжалась на север, вплоть до Днестра. Пересечение границ Польши, Советского Союза и Румынии находилось у устья Збруча на Днестре.
Подробно граница была описана в «Итоговом Демилитационном Протоколе» между Польшей и Румынией, подписанном 17 мая 1935 года.

## Пограничные переходы
На границе существовало 10 пограничных переходов, важнейшими из которых были переходы на Днестре в Залещиках и в долине Прута возле Снятина. Первый из них сыграл важную роль в сентябре 1939, когда остатки польских частей переходили по залещицким мостам в Румынию, в надежде продолжить борьбу в рядах армий западных союзников — Англии и Франции. Надежды оказались тщетными, так как Румыния в итоге интернировала польских военнослужащих в лагерях в Добрудже.
Согласно конвенции от 7 декабря 1929 года, устанавливались следующие пограничные переходы:

### Переходы с таможенным контролем
- Козачёвка — Пригородоц
- Залещики — Крестятец
- Ясенюв Польны — Бабин (строился)
- Снятин Залуче — Григоре Гича Воду (железнодорожный)
- Кулачин — Оряшени (строился)
- Залуче — Вяшкаути
- Куты — Вийнитца

### Переходы без таможенного контроля
- Усце Биспупе — Самушени
- Грудек — Василау или Чулешты
- Яблоница — Яблоништа